# رالف بينشو
رالف بينشو (بالألمانية:  Ralf Benschu)
هو ألماني موسيقي ولد في 25 أبريل 1962 في بوتسدام)، أصبح معروفا بعد انضمامه كعضو في فرقة كايمتسايت، يعزف على الساكسفون والكلارينيت والفلوت.
تحصل رالف على تكوينه الأساسي في مدرسة بوتسدام للموسيقى، درس العزف على آلة الساكسفون والكلارينيت في المدرسة العليا للموسيقى هانس إيزلر في برلين. منذ سنة 1986 يعمل كموسيقي بشكل مستقل.

## وصلات خارجية
- رالف بينشو على موقع ميوزك برينز (الإنجليزية)
- رالف بينشو على موقع ديسكوغز (الإنجليزية)
- موقع كايمتسايت